# Anomalon extenuator
Anomalon extenuator là một loài tò vò trong họ Ichneumonidae.